# Leonie Brill
Leonie Charlotte Brill (* 4. března 1997 Mnichov) je německá herečka.

## Život
Leonii Brill pro film objevila na konci roku 2005 německá herečka, zpěvačka a agentka Laura Schneiderová před školou. Krátce nato Leonie získala větší roli v televizním filmu König Otto. Ve stejném roce se objevila ve filmu Pornorama (2006) po boku Benjamina „Benno“ Fürmanna a Toma Schillinga. Její další velkou rolí byla role Wasy Striesowové ve filmu Friedliche Zeiten (2007), který režíroval Neele Vollmar. Za tuto roli získala spolu s herečkou Ninou Monka cenu za nejlepší herečku na filmovém festivalu ve Funchalu na Madeiře. V letech 2008 a 2009 hrála dceru komisařky v seriálu Kommissar LaBréa.
V Česku se proslavila pohádkou O vánoční hvězdě, kde hrála princeznu Amálii.
Žije v Mnichově, v roce 2015 absolvovala střední školu a studovala umění a multimédia na Mnichovské univerzitě. Herectví má ráda, protože jí umožňuje utéct od reality. Každý projekt bere jako užitečnou zkušenost. Nejraději má na své práci možnost cestovat na úžasná místa a také potkávat inspirativní lidi.

## Filmografie
| Rok       | Německý název                                          | Český Název                         | Role             |
| --------- | ------------------------------------------------------ | ----------------------------------- | ---------------- |
| 2006      | König Otto                                             | Král Afriky                         | Anna Huber       |
| 2006      | Pornorama                                              | Pornorama                           | Emmelie          |
| 2007      | Friedliche Zeiten                                      | –                                   | Wasa Striesow    |
| 2007      | Inga Lindström – Wochenende in Söderholm               | Inga Lindström: Víkend v Söderholmu | Clara Sand       |
| 2007      | SOKO Kitzbühel - Diamantenmord                         | Vraždy v Kitzbühelu                 | Cornelia         |
| 2008      | Kommissar LaBréa – Tod an der Bastille                 | –                                   | Jenny LaBréa     |
| 2009      | Kommissar LaBréa – Mord in der Rue St. Lazare          | –                                   | Jenny LaBréa     |
| 2009      | Kommissar LaBréa – Todesträume am Montparnasse         | –                                   | Jenny LaBréa     |
| 2009      | Die ProSieben Märchenstunde – 1001 Nacht               | –                                   | Sissi            |
| 2009      | Alpenklinik – Liebe heilt Wunden                       | Alpská klinika: Lék jménem láska    | Maria Plank      |
| 2010      | Inga Lindström - Wilde Pferde auf Hillesund            | Divocí koně                         | Vicky Sundquist  |
| 2010–2011 | Forsthaus Falkenau                                     | Hájovna Falkenau                    | Anna Gebauer     |
| 2011      | Wiedersehen in Malaysia                                | –                                   | Sina Broder      |
| 2012      | Engel der Gerechtigkeit: Kopfgeld                      | –                                   | Sarah Engel      |
| 2012      | Dora Heldt: Ausgeliebt                                 | –                                   | Finja Martens    |
| 2013      | Engel der Gerechtigkeit: Ärztepfusch                   | –                                   | Sarah Engel      |
| 2013      | Die Familiendetektivin                                 | –                                   | Frizzi Berg      |
| 2014      | Dr. Klein – Perfekte Welt                              | –                                   | Nadine Schmidt   |
| 2014      | Um Himmels Willen – Bloßgestellt                       | –                                   | Jenny Bühler     |
| 2015      | Die Salzprinzessin                                     | O princezně Amélii                  | princezna Amélie |
| 2015      | In aller Freundschaft – Die jungen Ärzte – Lebenslügen | –                                   | Frieda Mahlow    |
| 2016      | Tarantella                                             | –                                   | Charlotte        |
| 2016      | Nie mehr wie es war                                    | –                                   | Malena Gaál      |
| 2017      | Inga Lindström – Vom Festhalten und Loslassen          | Inga Lindström: Láska nebeská       | Rike Bergmann    |
| 2018      | Der letzte Bulle                                       | –                                   | Isabelle         |
| 2018      | Der Bergdoktor – Ein neuer Anfang                      | Doktor z hor: Nové příběhy          | Nina Weigand     |
| 2018      | Watzmann ermittelt                                     | –                                   | Eva Beissl       |
| 2019      | Der Lehrer – Besser 'n Mädchen, als so 'n Hodenkobold! | –                                   | Elena            |
| 2019      | Watzmann ermittelt – Staffel 2                         | –                                   | Eva Beissl       |
| 2019      | Rosamunde Pilcher – Falsches Leben, wahre Liebe        | –                                   | Doreen Collins   |
| 2019      | Das Traumschiff – Kolumbien                            | –                                   | Ella Linne       |
| 2019      | SOKO München – Affenliebe                              | –                                   | Miriam Stein     |
| 2020      | Als ein Stern vom Himmel fiel                          | O vánoční hvězdě                    | princezna Amálie |
| 2020      | Watzmann ermittelt – Staffel 3                         | –                                   | Eva Beissl       |
| 2020      | Transatlantic 473 (aka Blood Red Sky)                  | –                                   | Julia Berger     |

### Ocenění[2]
- 2010 – Funchal Film Festival "Nejlepší herečka"
- 2019 – Immenhof Filmpreis "Nejlepší mladá herečka"